# Antonina Makarowa
Antonina Makarowna Makarowa, po mężu Ginzburg (ros. Антонина Макаровна Макарова; ur. 1920 lub 1921 we wsi Małaja Wołkowka w guberni smoleńskiej, zm. 11 sierpnia 1979) – rosyjska sanitariuszka i strzelec karabinu maszynowego, ochotniczka kolaboracyjnej Rosyjskiej Wyzwoleńczej Armii Ludowej, a następnie Brygady Szturmowej SS „RONA”, wsławiona masowym rozstrzeliwaniem z ciężkiego karabinu maszynowego.

## Życiorys
Ukończyła szkołę średnią w Moskwie.
Po ataku wojsk niemieckich na ZSRR 22 czerwca 1941 zmobilizowano ją do Armii Czerwonej jako sanitariuszkę. Przeszła kurs obsługi karabinów maszynowych. Podczas walk na Białorusi w październiku dostała się do niewoli niemieckiej. W obozie jenieckim podjęła kolaborację z Niemcami. Pod koniec 1941 została przewieziona do Łokcia, gdzie wstąpiła do kolaboracyjnej „milicji ludowej”, formowanej przez Konstantina P. Woskobojnika i Bronisława Kaminskiego. Obsługiwała ciężki karabin maszynowy Maxim, podobnie jak bohaterka słynnego radzieckiego filmu Czapajew, stąd dostała przezwisko „Tońka-Pulemiotczica”. Wykonywała kary śmierci na okolicznych komunistach oraz schwytanych partyzantach i czerwonoarmistach. Według powojennych oficjalnych danych sowieckich zamordowała samodzielnie ok. 1500 osób. Po wkroczeniu Armii Czerwonej na terytorium okręgu łokockiego została ewakuowana na leczenie do Briańska, a pod koniec 1943 r. do Lepla. Po przekształceniu Rosyjskiej Wyzwoleńczej Armii Ludowej (RONA) w Brygadę Szturmową SS „RONA” pod koniec lipca 1944 r., weszła w jej skład, ale wkrótce została aresztowana przez Niemców. Osadzono ją w obozie koncentracyjnym. Pod koniec wojny wraz z pozostałymi więźniami obozu została ewakuowana na ziemie czeskie, gdzie wyzwoliły ją wojska sowieckie.
Po zakończeniu wojny zdołała ukryć swoją prawdziwą tożsamość. Uzyskała dokumenty na nazwisko Parfionowa poświadczające udział w Wielkiej Wojnie Ojczyźnianej jako sanitariuszka 422 Batalionu Medyczno-Sanitarnego, odznaczono ją nawet kilkoma orderami. Mieszkała w Leplu na Białorusi. W 1977 jej brat, próbując uzyskać zgodę na wyjazd za granicę, ujawnił prawdziwe dane siostry. Antonina M. Makarowa została natychmiast aresztowana. Nie przyznała się do udziału w masowych rozstrzeliwaniach. 20 listopada 1978 skazano ją na karę śmierci, wykonaną 11 sierpnia 1979 przez rozstrzelanie.